# (4425) Bilk
(4425) Bilk es un asteroide perteneciente al cinturón de asteroides, descubierto el 30 de octubre de 1967 por Luboš Kohoutek desde el Observatorio de Hamburgo-Bergedorf, Hamburgo, Alemania.

## Designación y nombre
Designado provisionalmente como 1967 UQ. Fue nombrado Bilk en homenaje al distrito de Bilk en la ciudad alemana de Dusseldorf, donde Johann Benzenberg en 1843 estableció un observatorio privado. C. Robert Luther descubrió 24 planetas menores desde dicho observatorio entre 1852 y 1890. Fue destruido en 1943.

## Características orbitales
Bilk está situado a una distancia media del Sol de 2,359 ua, pudiendo alejarse hasta 2,745 ua y acercarse hasta 1,973 ua. Su excentricidad es 0,163 y la inclinación orbital 3,311 grados. Emplea 1323 días en completar una órbita alrededor del Sol.

## Características físicas
La magnitud absoluta de Bilk es 13,9. Tiene 5,279 km de diámetro y su albedo se estima en 0,191.